# Album trực tiếp
Một album trực tiếp (tiếng Anh: live album) – thường tương phản với album phòng thu – là một bản thu âm gồm nội dung (thường là âm nhạc) được thu âm trong các buổi biểu diễn trên sân khấu. Album trực tiếp có thể được thu âm ở các buổi diễn độc lập, hoặc được thu phối hợp ở nhiều buổi diễn. Chúng thường có tác dụng là để tái hiện lại cảm giác khi tham gia một buổi diễn âm nhạc. Vì vậy, chúng có thể gồm cả tiếng vỗ tay hay tiếng ồn từ khán giả, lời nhắn từ người biểu diễn trên sân khấu, vân vân. Chúng thường được thu âm trực tiếp từ hệ thống âm thanh sân khấu (bằng multitrack recording - là nhiều bản thu âm riêng biệt cho nhiều nhạc cụ hoặc ca sĩ) nhiều hơn là từ các micro đặt trong khu vực khán giả, và có thể được thao tác chỉnh sửa thêm và tạo hiệu ứng trong quá trình sản xuất để tăng chất lượng của bản thu âm.

## Nhạc rock và pop
Một vài ca sĩ nhạc pop và rock nổi tiếng vì các album trực tiếp có doanh số bán cao hơn cả các album phòng thu của họ. Album trực tiếp bán chạy nhất trên thế giới là Double Live của Garth Brooks, đã được bán tổng cộng hơn 20 triệu bản cho đến tháng 1 năm 2006. Những album trực tiếp đáng chú ý khác là: Frampton Comes Alive! và Made in Japan của ban nhạc hard rock người Anh: Deep Purple

## Nhạc cổ điển
Bản thu âm trực tiếp của dòng nhạc cổ điển có thể tương tự với album-khác. Nhạc cổ điển theo hướng thu âm một sự kiện (như The Proms, Buổi hoà nhạc Năm Mới tại Viên). Dù sao thì nhiều ca sĩ muốn thu âm trực tiếp hơn thu âm trong phòng thu, để có phần biên tập và chỉnh sửa lại bất kỳ lỗi nào trong quá trình thu âm. Vì thế nhiều 'bản thu âm trực tiếp' hầu như là không thể phân biệt với bản phòng thu. Dựa theo khoảng cách của microphone, những bản thu âm như vậy có thể có âm thanh vòm mạnh mẽ hơn trong phòng thu. Nhạc trưởng Leonard Bernstein hầu như sản xuất các bản thu âm về sau của ông từ các buổi diễn trực tiếp nhiều hơn là trong phòng thu.
Ngoài ra, vài nghệ sĩ nhạc cổ điển còn dùng các sân đầu trống để thu âm theo kiểu trong phòng thu. Một ví dụ điển hình là ở Toà thị chính Walthamstow tại London.

## Bảng xếp hạng của Rolling Stone
Tháng 7 năm 2010, tạp chí Rolling Stone có cho phát hành một bảng xếp hạng qua bình chọn của nhà báo, chuyên gia và nhiều nghệ sĩ, từ đó tạo nên danh sách "25 album trực tiếp xuất sắc nhất" (không xếp hạng)  bao gồm:
- Alive! (1975) – Kiss
- Live at Leeds (1970) – The Who
- At Fillmore East (1971) – The Allman Brothers Band
- Band of Gypsys (1970) – Band of Gypsys
- Before the Flood (1974) – Bob Dylan
- Live 1966, The "Royal Albert Hall" Concert (1966) – Bob Dylan
- Live at the Apollo (1968) – James Brown
- Live/1975–85 (1986) – Bruce Springsteen và The E Street Band
- At Folsom Prison (1968) – Johnny Cash
- Cheap Trick at Budokan (1979) – Cheap Trick
- Alive 2007 (2007) – Daft Punk
- Europe ’72 (1972) – The Grateful Dead
- Jimi Plays Monterey (1986) – Jimi Hendrix
- Unplugged (2001) – Jay-Z
- How the West Was Won (2003) – Led Zeppelin
- Live Rust (1979) – Neil Young và Crazy Horse
- Stop Making Sense (1979) – Taking Heads
- MTV Unplugged in New York (1994) – Nirvana
- A Live One (1995) – Phish
- I Might Be Wrong: Live Recordings (2001) – Radiohead
- It's Alive (1979) – Ramones
- Get Yer Ya-Ya's Out! The Rolling Stones in Concert (1970) – The Rolling Stones
- The Last Waltz (1978) – The Band
- Rattle and Hum (1988) – U2
- Kicking Television: Live in Chicago (2005) – Wilco

Một ấn bản dạng catalogue được tạp chí trên phát hành trong một phụ bản (không nằm trong số báo) vào hè năm 2012 với các ảnh chụp, bình luận và giới thiệu các album, chương trình và các nghệ sĩ thực hiện chúng.